# Eric Allan Kramer
Eric Allan Kramer (* 26. März 1962 in Grand Rapids) ist ein US-amerikanischer Schauspieler.

## Leben und Karriere
Kramer wurde in Grand Rapids, Michigan, als Sohn von Roger Kramer geboren und blieb auch nach der Sportkarriere seines Vaters in der Canadian Football League weiterhin in Kanada wohnhaft. Er besuchte die University of Alberta in Edmonton.
Im Jahr 1987 machte Kramer sein Schauspieldebüt in dem Fernsehfilm Die Revolverhelden. Er spielte auch 1990 im Film Troll 3. Er spielte Thor im Fernsehfilm Die Rückkehr des unheimlichen Hulk. Seine erste größere und auffällige Rolle war sicherlich der „Little John“ in Robin Hood – Helden in Strumpfhosen.
Überwiegend jedoch spielt Kramer allerdings in Serien und Sitcoms. So hatte er in den letzten 20 Jahren Gastrollen in zahlreichen, auch bei uns in Deutschland ausgestrahlten Serien (siehe Filmografie).
Von 2010 bis 2014 spielte er die Rolle des Vaters „Bob Duncan“ in der erfolgreichen Disney-Channel-Sitcom Meine Schwester Charlie.
Kramer hat vier Kinder und ist nicht verheiratet.

## Filmografie
Filme
- 1990: Troll 3 (Quest for the Mighty Sword)
- 1993: Robin Hood – Helden in Strumpfhosen (Robin Hood: Men in Tights)
- 1993: True Romance
- 1994: Road to Saddle River
- 1995: Zwei Satansbraten außer Rand und Band (The Crazysitter)
- 1996: High School High
- 2003: American Pie – Jetzt wird geheiratet (American Wedding)
- 2015: Apokalypse Los Angeles (LA Apocalypse)
- 2016: 8989 Redstone
- 2016: Surge of Power: Revenge of the Sequel
- 2017: Pitching Tents
- 2023: Alarmed

Fernsehen
- 1987: Die Revolverhelden (The Gunfighters, Fernsehfilm)
- 1988: Die Rückkehr des unheimlichen Hulk (The Incredible Hulk Returns, Fernsehfilm)
- 1988: Mord ist ihr Hobby (Murder, She wrote, Fernsehserie, Episode: „Drei Morde zuviel“)
- 1989: Roseanne (Fernsehserie, Episode: „Das schönste Geburtstagsgeschenk“)
- 1989: Unser lautes Heim (Growing Pains, Fernsehserie, Episode: „Stars sind keine Helden“)
- 1990: Doctor Doctor (Fernsehserie, Episode: „Family Affair“)
- 1990–1991: Down Home (Fernsehserie, 19 Episoden)
- 1991–1994: Harrys Nest (Empty Nest, Fernsehserie, 3 Episoden)
- 1992: Alles außer Liebe (Anything But Love, Fernsehserie, Episode: „Meine Freiheit, deine Freiheit“)
- 1992: Überflieger (Wings, Fernsehserie, Episode: „Vier suchen einen Partner“)
- 2010–2014: Meine Schwester Charlie (Good Luck Charlie, Fernsehserie, 100 Episoden)
- 2011: Meine Schwester Charlie unterwegs – Der Film (Good Luck Charlie, It’s Christmas!, Fernsehfilm)
- 2015: Bones – Die Knochenjägerin (Bones, Fernsehserie, Folge 10x14)
- 2015: Die Thundermans (The Thundermans, Fernsehserie, 2 Episoden)
- 2015–2016: Mike & Molly (Fernsehserie, 4 Episoden)
- 2016: Guidance (Fernsehserie, 9 Episoden)
- 2016: The Quest – Die Serie (The Librarians, Fernsehserie, Episode 3x03)
- 2016: Shooter (Fernsehserie, Episode 1x07)
- 2018: Mom (Fernsehserie, Episode 6x06)
- 2018–2019: Lodge 49 (Fernsehserie, 20 Episoden)
- 2019: On Becoming a God in Central Florida (Fernsehserie, 2 Episoden)
- 2020: Sydney to the Max (Fernsehserie, Episode 2x02)
- 2020: 9-1-1: Notruf L.A. (9-1-1, Fernsehserie, Episode 3x13)
- 2020: Fuller House (Fernsehserie, Episode 5x17)
- 2020–2021: Side Hustle (Fernsehserie, 3 Episoden)
- 2021: Big Shot (Fernsehserie, Episode 1x08)
- 2021: Colin in Black & White (Fernsehserie, Episode 1x01)
- 2022: The Neighborhood (Fernsehserie, Episode 4x19)
- 2022: Seattle Firefighters: Die jungen Helden (Station 19, Fernsehserie, Episode 5x17)
- 2023: Die Conners (The Conners, Fernsehserie, Episode 5x11)
- 2023: CSI: Vegas (Fernsehserie, Episode 2x15)
- 2024: Chicago Fire (Fernsehserie, Episode 12x12)

Weitere Einzelauftritte hatte er in Serien wie z. B. Ellen, Braten und Bräute, Superman – Die Abenteuer von Lois & Clark, Nash Bridges, JAG – Im Auftrag der Ehre, Allein unter Nachbarn, Renegade – Gnadenlose Jagd, Two and a Half Men, King of Queens, Monk, CSI: Den Tätern auf der Spur, Navy CIS und How I Met Your Mother.